# Грађанска кућа у Ул. Радоја Домановића 13
Грађанска кућа у Ул. Радоја Домановића 13 је грађевина која је саграђена почетком 20. века. С обзиром да представља значајну историјску грађевину, проглашена је непокретним културним добром Републике Србије. Налази се у Лесковцу, под заштитом је Завода за заштиту споменика културе Ниш.

## Историја
Грађанска кућа се налази у улици Радоја Домановића 13 у непосредној близини градског центра у склопу северног низа ове улица. Саграђена је почетка 20. века као породична зграда за становање, припада врсти грађанске стамбене архитектуре. Грађена је као индивидуална зграда за становање која има подрум и високо приземље са правоугаоном основом. Изграђена је од блокова каменог облика, спољна архитектура садржи елементе и детаље обрађене у духу стилизоване еклектичке ренесансе. Постојећа аутентична столарија објекта је сачувана у потпуности тако да изузетну вредност има застакљена преграда са улазним вратима богато декорисана са резбаријом. У централни регистар је уписана 23. априла 1991. под бројем СК 929, а у регистар Завода за заштиту споменика културе Ниш 18. фебруара 1991. под бројем СК 277.